# Луїза Бішоп
Луї́за Е. Ві́льямс Бі́шоп (англ. Louise E. Williams Bishop; 27 червня 1933 , Кейро, Джорджія ) — американська політична діячка, член Палати представників Пенсільванії від 192 округу (1989—2015), представниця Демократичної партії.
Бішоп довго працювала в галузі радіомовлення. 1964 року вона, під псевдонімом Лоїс Лейн, випустила сингл «Turn me loose» (з англ. Відпусти мене) у межах лейблу «Ванд Рекордз». Луїза Бішоп була однією з тих, що 1968 року заспокоювали пенсільванців після вбивства Мартіна Лютера Кінґа. 22 листопада 2013 року її ім'я було внесене до Зали слави піонерів радіомовлення Пенсільванії.
3 січня 1989 року стала представляти 192 округ у Палаті представників Пенсільванії. 16 грудня 2015 року подала на відставку через звинувачення у корупції.